# Hoki (straalvinnige)
De hoki of blauwe grenadier (Macruronus novaezelandiae) is een straalvinnige vissensoort uit de familie van de heken (Merlucciidae). De wetenschappelijke naam van de soort is voor het eerst geldig gepubliceerd in 1871 door James Hector.
De soort komt voor in de wateren rond Australië en Nieuw-Zeeland en zwemt tot op een diepte van 1000 meter. Hoki kan een lengte van 120 centimeter behalen met een gewicht van 6 kilo. De kleur van deze vis is overwegend zilvergrijs met een blauw/groenige gekleurde rugzijde. Kenmerkend is haar puntige, staartvormige belichaming.
De hoki zet hoofdzakelijk haar eitjes af in de maand juni tot en met september.
Hoki is geen bedreigde vissoort en staat niet op de Rode lijst van het IUCN.

## Consumptievis
Hoki is van groot commercieel belang. In Europa wordt de Hoki als een diepvriesproduct verhandeld. Hoki is voor de meeste consumenten een onbekende vissoort. Merkwaardig is dat de hoki een van de meest geconsumeerde vissoorten ter wereld is. Vanwege het puntige lichaam, gebruikt men meestal alleen het dikke gedeelte van deze vis en dat is nadelig voor het rendement.
Hoki is een zeer voordelige vissoort. Vandaar dat de visverwerkende industrie deze vis veelvuldig verwerkt in allerlei kant en klare en gepaneerde producten. Hoki is smakelijk maar is niet bijzonder te noemen. Hoki heeft een iets losse structuur die te vergelijken is met de heek. Hoki is te stomen, bakken, frituren en grillen.
Hoki is het gehele jaar verkrijgbaar mits dit een diepvriesproduct betreft. Verse exemplaren zijn niet het gehele jaar verkrijgbaar.
Hoki wordt commercieel hoofdzakelijk bevist met pelagische trawltechniek.
Vervangers voor de hoki zijn de heek of de schelvis.
Hoki is verkrijgbaar onder het MSC-logo.